# Romà Solà i Brunet
Romà Solà i Brunet   (Barcelona, 27 de novembre de 1886 - Barcelona, 1 de març de 1927) fou un futbolista català de les dècades de 1900 i 1910.
L'any 1905 disputà un partit de Campionat de Catalunya amb el RCD Espanyol. Fou un dels primers porters del FC Barcelona, on jugà entre 1905 i 1911, i guanyà tres Campionats de Catalunya, un Campionat d'Espanya i la Copa dels Pirineus. Quan deixà el club fitxà pel Casual SC, durant la temporada 1912-13. Posteriorment fou directiu de la Penya Rhin.

## Palmarès
- Campionat de Catalunya de futbol:
  - 1908-09, 1909-10, 1910-11
- Copa espanyola:
  - 1909-10
- Copa dels Pirineus:
  - 1910